# 高砂鐵工
高砂鐵工株式会社（たかさごてっこう、英文社名 TAKASAGO TEKKO K.K.）は、東京都を拠点とする鋼板圧延業者である。日本製鉄のグループ企業。

## 概要
冷延鋼板（磨帯鋼）およびステンレス製品の製造をメインとする圧延業者（リローラー）である。建築物の内外装などの用途向けのステンレス鋼板や、ステンレス加工品、機械部品用のみがき帯鋼などを製造する。東京都板橋区新河岸1丁目に本社及び製造拠点がある。かつては、みがき帯鋼の製造拠点は東京都江東区大島3丁目にあったが閉鎖された。
筆頭株主は日本製鉄グループのステンレスメーカー・日鉄ステンレス で、同社が30%余りを出資している。

## 沿革
- 1923年（大正12年）11月 - 高砂工業の鉄工部門が独立し、高砂鐵工株式会社設立。
- 1925年（大正14年）2月 - 東京鋼帯工業を合併し、冷延鋼板（みがき帯鋼）の製造を開始。鋼帯工場（現・みがき帯鋼事業部）設置。
- 1937年（昭和12年）3月 - 志村工場（現・本社工場）を新設。
- 1951年（昭和26年）11月 - チェーン部門を分離し、高砂チェン株式会社（現・アールケー・ジャパン）設立。
- 1952年（昭和27年） - ステンレス冷延鋼帯の製造を開始。
- 1954年（昭和29年）3月 - リム・蝶番部門を分離し、株式会社高砂製作所（現・エキセルリム[注釈 1]）を設立。
- 1954年（昭和29年）12月 - 会社更生法による更生手続開始。
- 1958年（昭和38年）12月 - 更生手続終了。
- 1960年（昭和35年）2月 - 日本製鉄の前身・八幡製鐵が資本参加[1]。
- 1961年（昭和36年）10月 - 東京証券取引所市場第2部（東証2部）に株式を上場。
- 1969年（昭和44年）11月 - 高砂不動産株式会社（現・タカテツライフ）を設立。
- 1972年（昭和47年）6月 - タカサゴスチール株式会社を設立。
- 2006年（平成18年）11月 - 新日鐵住金ステンレス（現・日鉄ステンレス）が筆頭株主となる。
- 2009年（平成21年）12月 - ステンレス事業の冷延・熱処理設備を廃止。みがき帯鋼事業拠点（東京都江東区）を本社工場（東京都板橋区）に移転統合。
- 2011年（平成23年）10月 - みがき帯鋼事業及びエンボス製品、加工品事業に特化する新事業体制を立ち上げ。

## 主なグループ企業
- タカサゴスチール株式会社 - 完全子会社。本社は大阪府東大阪市。西日本における製品販売業者。
- 株式会社タカテツライフ - 完全子会社。本社は東京都板橋区。不動産業者。

## かつてのグループ企業
- アールケー・ジャパン株式会社 - 株式保有。本社は埼玉県熊谷市。チェーンなどを製造。
- エキセルリム株式会社 - 株式保有。本社は東京都千代田区。リムなどを製造。